# 4e cérémonie des Empire Awards
La 4e cérémonie des Empire Awards a été organisée en 1999 par le magazine britannique Empire, et a récompensé les films sortis en 1998. Les récompenses sont votées par les lecteurs du magazine.

## Palmarès

### Meilleur film
- Titanic

### Meilleur film britannique
- Arnaques, Crimes et Botanique (Lock, Stock and Two Smoking Barrels)

### Meilleur acteur
- Tom Hanks pour le rôle du Capitaine John H. Miller dans Il faut sauver le soldat Ryan (Saving Private Ryan)

### Meilleur acteur britannique
- Peter Mullan pour le rôle de Joe Kavanagh dans My Name Is Joe

### Meilleure actrice
- Cate Blanchett pour le rôle de Élisabeth Ire dans Elizabeth

### Meilleure actrice britannique
- Kate Winslet pour le rôle de Rose Dewitt Bukater dans Titanic

### Meilleur réalisateur
- Steven Spielberg pour Il faut sauver le soldat Ryan (Saving Private Ryan)

### Meilleur réalisateur britannique
- Peter Howitt pour Pile et face (Sliding Doors)

### Meilleur début
- Vinnie Jones pour le rôle de Big Chris dans Arnaques, Crimes et Botanique (Lock, Stock and Two Smoking Barrels)

### Lifetime Achievement Award
- Bob Hoskins

### Inspiration Award
- Spike Lee

### Movie Masterpiece Award
- William Friedkin pour L'Exorciste (The Exorcist)